# He Ji
He Ji es una deportista china que compitió en judo. Ganó dos medallas en el Campeonato Asiático de Judo, en los años 1996 y 1997.

## Palmarés internacional
| Campeonato Asiático | Campeonato Asiático          | Campeonato Asiático | Campeonato Asiático |
| Año                 | Lugar                        | Medalla             | Categoría           |
| ------------------- | ---------------------------- | ------------------- | ------------------- |
| 1996                | Ciudad Ho Chi Minh (Vietnam) | Medalla de oro      | –52 kg              |
| 1997                | Manila (Filipinas)           | Medalla de bronce   | –52 kg              |